# Skechers

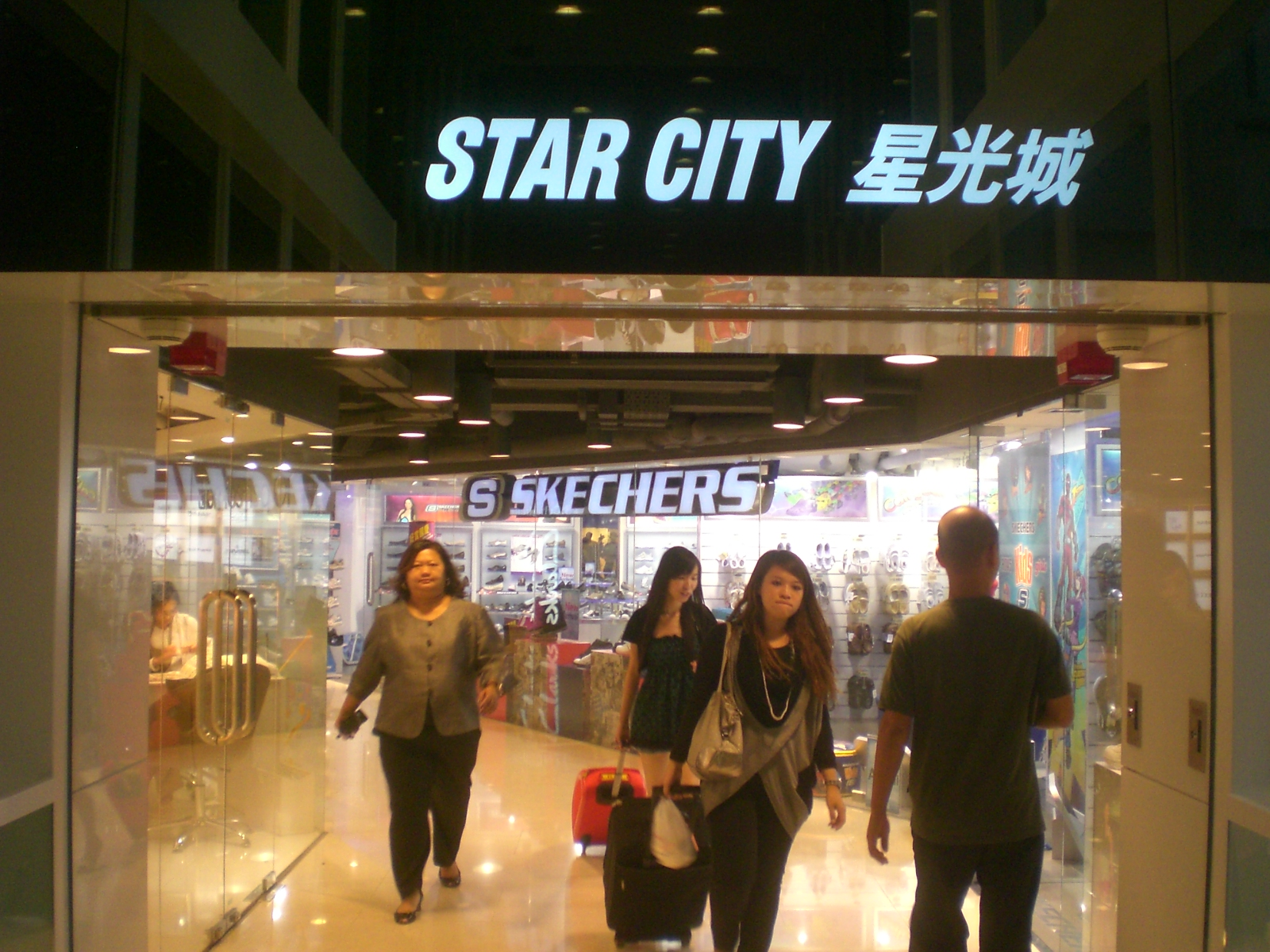
Un negozio Skechers a Star City, Hong Kong

Skechers USA Inc è un'impresa statunitense con sede a Manhattan Beach, California, che produce calzature, abbigliamento e altri articoli sportivi, per attività professionale o per il tempo libero. È la terza azienda di scarpe sportive più vendute negli Stati Uniti dopo essere stata anche la seconda.

## Storia
Skechers è stata fondata nel 1992 da Robert Greenburg che in precedenza aveva fondato L.A. Gear nel 1978.  Inizialmente produceva stivali da lavoro e scarpe da skate.  Negli anni l'azienda si è diversificata producendo scarpe sportive e casual per uomo, donna e bambini.
Molte le celebrità del mondo artistico e sportivo che hanno indossato le sue calzature: le artiste discografiche Demi Lovato e Camila Cabello, i giocatori di baseball Clayton Kershaw e David Ortiz, i giocatori di football Tony Romo e Howie Long, il maratoneta Meb Keflezighi, i golfisti Matt Kuchar, Brooke Henderson e Wesley Bryan. Nel 2014, Skechers ha firmato un accordo di collaborazione con Ringo Starr.
Fuori dagli Stati Uniti, nel 2019 il primo mercato è la Cina, seguita dall'India. In Europa ha un centro in Belgio.
Il 5 maggio 2025 esce la notizia che la società di investimento 3G Capital compra le scarpe Skechers per 9,4 miliardi di dollari.